# Relevanzrechtsprechung
Die Relevanzrechtsprechung bezeichnet höchstrichterlich entwickelte Grundsätze im Privatversicherungsrecht zur Milderung des „Alles-oder-Nichts-Prinzips“ bei Obliegenheitsverstößen von Versicherungsnehmern unter Geltung des alten Versicherungsvertragsgesetzes. 
Nach altem Versicherungsvertragsrecht kann sich die Versicherung, vor allem im Kasko-Bereich, vielfach auf Leistungsfreiheit berufen, wenn ihr Versicherungsnehmer seine Obliegenheiten verletzt hat, etwa durch bewusst falsche oder unvollständige Angaben in einer Schadensanzeige. Anders als in Schadensfällen ohne Obliegenheitsverletzungen, in denen er von der Versicherung „Alles“, d. h. die versprochene Versicherungsleistung erhält, bekäme der Versicherungsnehmer ohne die Relevanzrechtsprechung bei bestimmten Obliegenheitsverstößen „Nichts“, wenn sich die Versicherung auf die Leistungsfreiheit beruft. Dies wurde und wird, da der Versicherungsnehmer in beiden Fällen seine Versicherungsprämien geleistet hat, vielfach als ungerecht oder zu hart empfunden. 
Nach der Relevanzrechtsprechung des Bundesgerichtshofs kann der Versicherungsnehmer, wenn sein Obliegenheitsverstoß für die Versicherung ohne Folgen, also „ohne Relevanz“ geblieben ist, der Leistungsfreiheit des Versicherers entgegenhalten, dass
- seine Obliegenheitsverletzung generell ungeeignet war, die Interessen der Versicherung ernsthaft zu gefährden, oder
- sein Verstoß auf einem minder schweren Verschulden beruht, oder
- er über die Folgen einer entsprechenden Obliegenheitsverletzung nicht oder nicht ordnungsgemäß aufgeklärt worden ist.

Dringt der Versicherungsnehmer mit einem dieser Gründe durch, erhält er bei einem folgenlosen Obliegenheitsverstoß wieder „Alles“, d. h. die vertraglich vereinbarte Versicherungsleistung.
Das neue  Versicherungsvertragsgesetz gibt das „Alles-oder-Nichts-Prinzip“ auf. Nach neuem Versicherungsvertragsrecht kann je nach Schwere des Obliegenheitsverstoßes oder des Verschuldens der Versicherungsschutz auch eingeschränkt werden, ohne vollständig zu entfallen.